# Martin Vögeli
Martin Vögeli, né le 9 juillet 1995 à Triesenberg, est un fondeur liechtensteinois.

## Biographie
Il prend part aux compétitions de la FIS à partir de 2010 et reçoit sa première sélection en 2012 pour les Jeux olympiques de la jeunesse à Innsbruck. Il doit attendre 2015 pour prendre part aux Championnats du monde junior, puis court en 2016, 2017 et 2018 dans la catégorie des moins de 23 ans, obtenant comme meilleur résultat deux 28e places sur le quinze kilomètres en 2017 et le skiathlon en 2018.
En fin d'année 2017, il est appelé en Coupe du monde, faisant ses débuts à Davos, avant d'être engagé sur le Tour de ski. Ensuite, Vögeli prend part aux Jeux olympiques à Pyeongchang, terminant 56e du skiathlon et 49e du quinze kilomètres libre.
Il dispute aussi les Championnats du monde 2019 à Seefeld, avant de prendre sa retraite sportive à l'issue de cet hiver.

## Palmarès

### Jeux olympiques
| Épreuve / Édition   | Sprint                           | Sprint    | 15 km | 15 km                            | Skiathlon 2 × 15 km | 50 km | Relais | Relais    |
| Épreuve / Édition   | libre                            | classique | libre | classique                        | Skiathlon 2 × 15 km | 50 km | Sprint | 4 × 10 km |
| JO 2018 Pyeongchang | Épreuve inexistante à cette date | -         | 49e   | Épreuve inexistante à cette date | 56e                 | -     | -      | —         |

- : pas d'épreuve
- — : Non disputée par Vögeli

### Championnats du monde
| Épreuve / Édition     | Sprint | Sprint                           | 15 km                            | 15 km     | Skiathlon 2 × 15 km | 50 km | Relais | Relais    |
| Épreuve / Édition     | libre  | classique                        | libre                            | classique | Skiathlon 2 × 15 km | 50 km | Sprint | 4 × 10 km |
| Mondiaux 2019 Seefeld | -      | Épreuve inexistante à cette date | Épreuve inexistante à cette date | 63e       | -                   | 60e   | 23e    | —         |

- : pas d'épreuve
- — : Non disputée par Vögeli